# آمبارساریا
آمبارساریا (به انگلیسی: Ambarsariya) فیلمی هندی محصول سال ۲۰۱۶ و به کارگردانی دیراج راتان است. در این فیلم بازیگرانی همچون دیلجیت دوسانجه، ناونیت کائور دیلون، مونیکا گیل، لارن گوتلیب، گول پاناگ، گورپریت گوگی، کارامجیت آنمول و بینو دیلون ایفای نقش کرده‌اند.